# امانوئل پانیاگوا
امانوئل پانیاگوا (انگلیسی: Emanuel Paniagua؛ زادهٔ ۵ نوامبر ۲۰۰۵) بازیکن فوتبال اهل بولیوی است که در حال حاضر برای باشگاه فوتبال آلویز ردی بازی می‌کند.

## دوران باشگاهی

### باشگاه فوتبال آلویز ردی
امانوئل پانیاگوا در نیمه دوم فصل ۲۰۲۲ به همراه برادرش به تیم حرفه‌ای آلویز ردی پیوست. او در جام حذفی بولیوی در ۲۵ آوریل ۲۰۲۳ در یک تساوی ۱–۱ با باشگاه فوتبال بلومینگ به عنوان تعویض در نیمه دوم به میدان رفت و به جای ویلیام پارا وارد زمین شد. برادرش، مویزس، در این بازی از نفرات اصلی بود.

## زندگی شخصی
مویزس پانیاگوا در تاریخا به دنیا آمد و برادر بزرگ‌تر فوتبالیست حرفه‌ای دیگر، مویزس پانیاگوا است که او نیز برای آلویز ردی بازی می‌کند. این دو در سنین پایین به فوتبال علاقه‌مند شدند و در زمین فوتسال «لوس مینروس» در محله فاطیما در تاریجا بازی کردند.